# 사장교

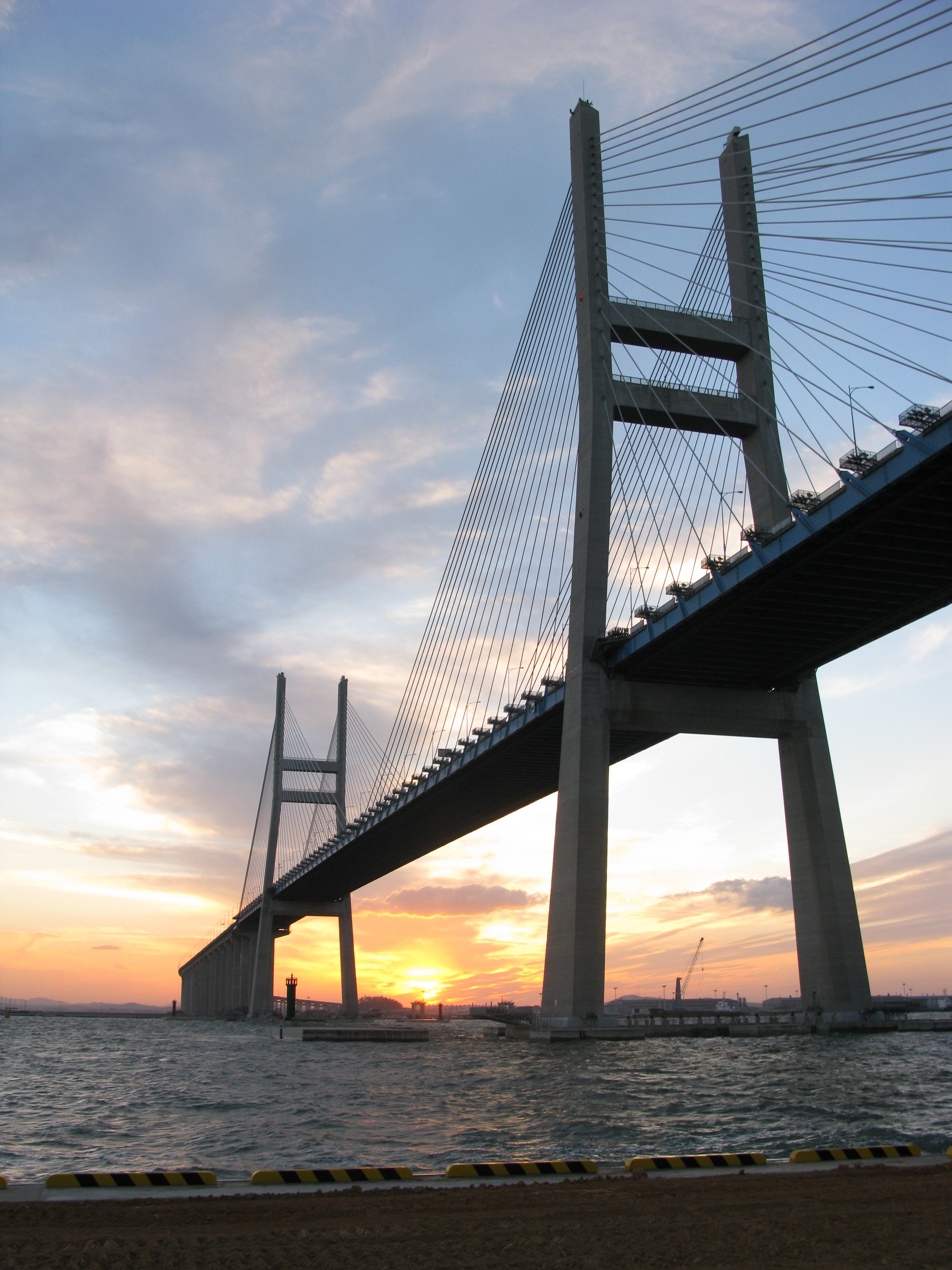
대한민국의 서해대교

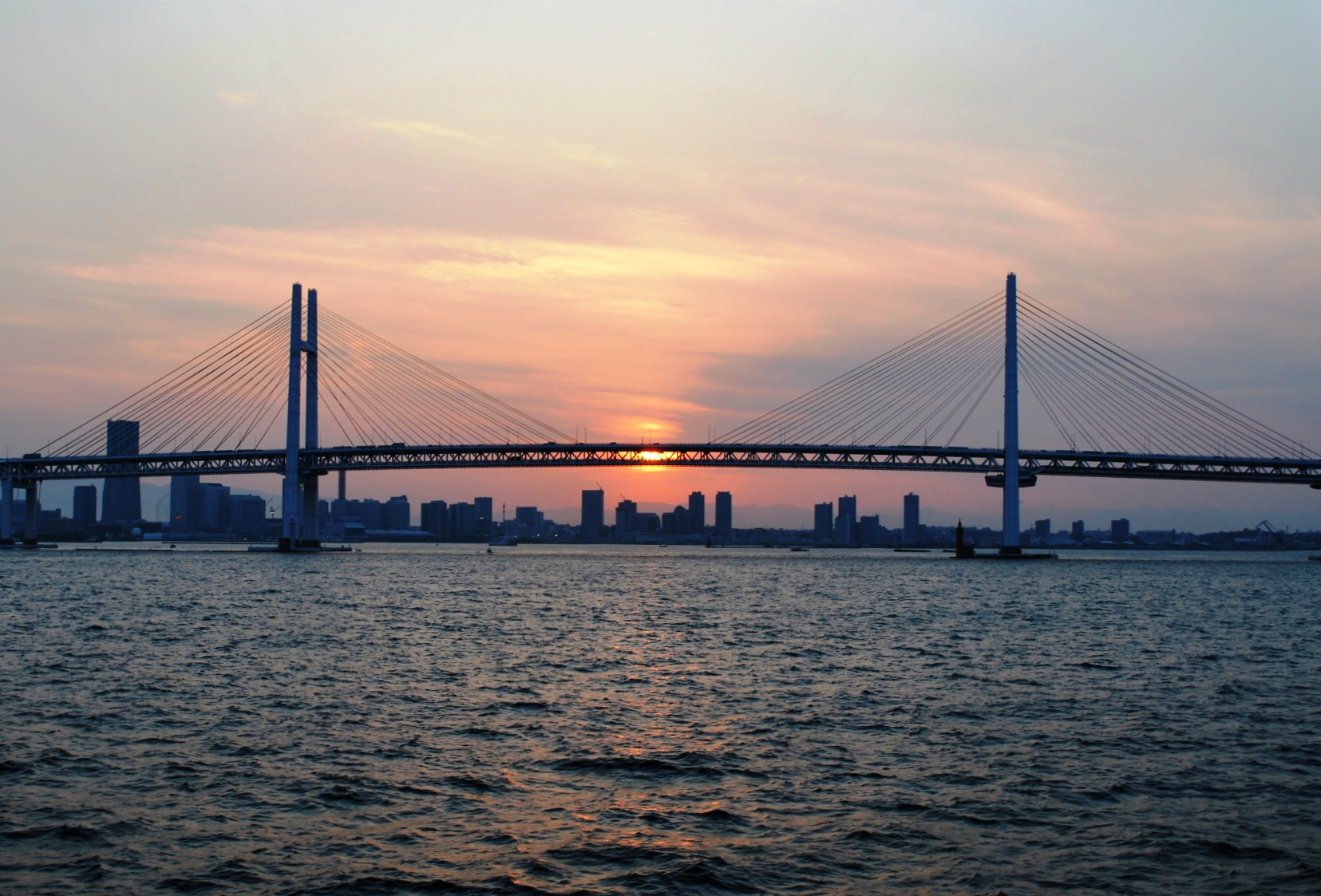
일본 요코하마 베이브리지 전경

사장교(斜張橋)는 거더교의 하중을 케이블로 지지하는 형식으로 현수교보다는 비교적 짧은 경간에 사용되나 대표적인 장대교량이다. 현수교보다는 강성이 크며 거더에 압축력이 작용한다. 대한민국의 대표적인 사장교는 서해대교, 마창대교, 삼천포대교, 진도대교, 인천대교, 목포대교, 부산항대교 등이 있다. 다만, 일본의 경우 요코하마 베이브리지가 대표적인 사장교이다.

## 주탑과 경간장
하나의 주 탑에 여러개의 케이블이 연결되어있다.
주탑이 높을수록 사장교의 케이블이 받는 하중이 작아진다. 같은 경간의 다리를 놓을 때 주탑이 높다면 케이블의 단면을 줄일 수 있어 경제적이고, 같은 케이블 단면으로 시공한다면 경간을 늘일 수 있는 장점이 있다.

## 갤러리
- 교량 상판에 케이블을 고정시키는 앵커
- 또다른 앵커의 모습. 영국 밀레니엄교
- 앵커에 사용되는 부속물. 대한민국 해상교량 전시관
- 주탑에 연결된 케이블. 네덜란드 에라스무스 교

## 같이 보기
- 현수교